# John Grunsfeld
John Mace Grunsfeld (født 10. oktober 1958 i Chicago, Illinois) er NASA-astronaut og astronom. Han har været med på fem rumfærge-flyvninger:
- STS-67 – Spacelab mission, 2 rumvandringer, 16 dage i rummet.
- STS-81 – til rumstationen Mir, 10 dage i rummet.
- STS-103 – til Hubble-rumteleskopet (SM-3A), 2 rumvandringer, 8 dage i rummet.
- STS-109 – til Hubble-rumteleskopet (SM-3B), 3 rumvandringer, 11 dage i rummet.
- STS-125 – til Hubble-rumteleskopet (SM-4) 3 rumvandringer, 13 dage i rummet.